# Доможаков, Александр Викторович
Доможаков, Александр Викторович (10 октября 1955, г. Абакан — 3 февраля 1998, г. Абакан) — хакасский художник, член Союза художников Российской Федерации (1996).
Один из основателей нового для живописи в Республике Хакасия археоэтнического стиля, также работал в жанрах портрета, композиции, пейзажа, натюрморта.

## Биография
Родился в 1955 году в семье врачей (Виктор Федорович, отец – патологоанатом, Клавдия Никифоровна, мать – акушер-гинеколог). В 1962 году пошел в первый класс Абаканской средней школы №1, в 1965 году пошел в открывшуюся в Абакане Детскую художественную школу, его первым учителем стал известный художник Федор Ефимович Пронских.
В 1967 году его ученическую работу «На взлет» отметили дипломом на международной выставке детского рисунка в Канаде (Монреаль, выставка "Моя страна – моё Отечество"). Вдохновлённый первым успехом, Александр определил будущую профессию.
В 1970 году, окончив 8 класс, Доможаков поступил в Красноярское художественное училище им. В.И. Сурикова на специальность «учитель рисования и черчения», окончив его в 1980 году. Его педагогом был известный художник И.А. Фирер.

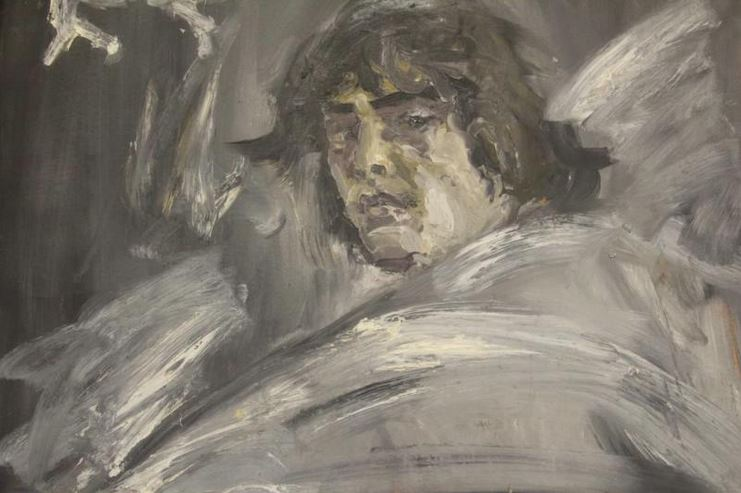
Картина "Автопортрет", картон, масло (1980-е)

Работал в детской художественной школе имения Д. И. Каратанова, Школе искусств Хакасской областной национальной школы, Центре детского творчества. Севастьянова Э.А. в своей статье  пишет: 
"Особенно нравилась ему работа с детьми: он учил их рисовать, опекал, прививал любовь к природе, водил в походы, на пленэр. Не считаясь с собственными расходами, возил своих учеников в Ленинград поступать в школу для одаренных детей (так было с С. Кученовым и Д. Добровым). Он страстно переживал за дальнейшую судьбу своих воспитанников, надеялся, что, вернувшись образованными художниками, они прославят Хакасию."
3 июля 1982 года женился на Татьяне Фёдоровне Шалгиновой, композиторе и пианисте, на чьё творчество оказал сильное влияние.  

В 1997 году его со второй попытки приняли в Союз художников России. Рекомендации ему дали художники В. М. Новоселова и В. Ф. Капелько, который писал: 
«Александр Доможаков – художник с большой буквы я пишу и считаю, и не только я… Я его вторично настойчиво рекомендую принять в члены Союза художников, и уверен, что мне за него никогда стыдно не будет! В нашем Союзе не так уж много коренного населения художников. Володя Тодыков помер, Андрей Топоев совсем старенький, а Союз все равно должен быть».
Участвовал в выставках в гг. Новокузнецк , Канск, Красноярск, Минусинск, Санкт-Петербург, Монреаль.
Александр серьёзно занимался водным туризмом, увлекался дельтапланеризмом, сплавлялся по горным рекам, его приглашали быть судьей на международные соревнования по водному туризму в Горный Алтай, на Чуя-ралли, а также гидом в советско-американском походе по Оне.

## Основные работы

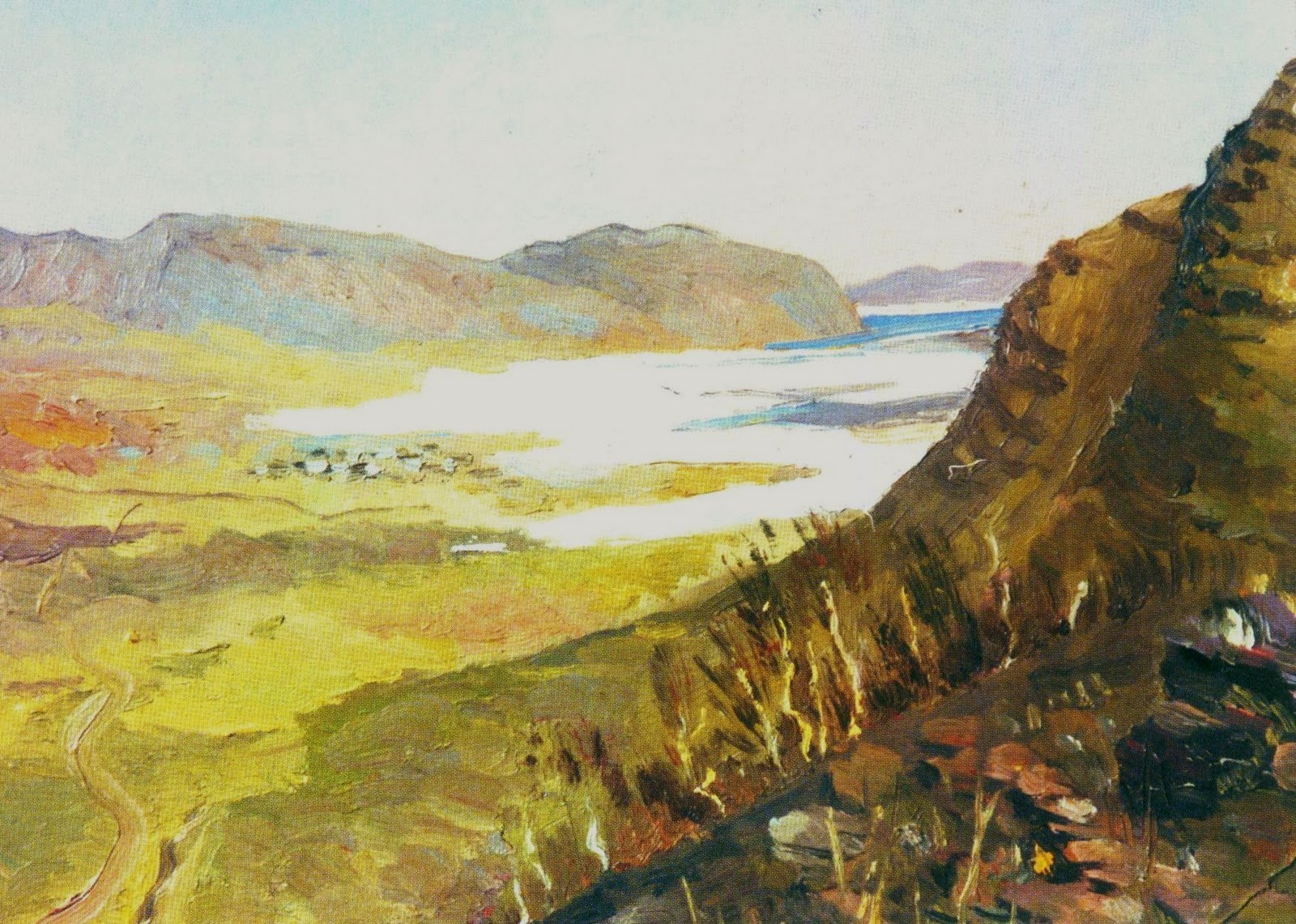
"Моховская долина", 1981

«Автопортрет», «Портрет М. И. Боргоякова», «Каримка», «Древность», «Хакасский мотив», «Подснежники», «Солнце», «Аскизская бабушка», «Улыбающийся идол», "Солнечная ладья", "На моей родине", "Цветной дух", "Материнство" и другие, всего около около тысячи живописных и графических работ .
В своём творчестве часто использовал символы и знаки, оставленные древними художниками на каменных изваяниях. Например, работы "Личина" (хранящаяся в Минусинском музее им. Мартьянова ) и композиция "Окуневская личина" имеют яркие элементы окуневской культуры, которая была распространена на территории Хакасии и юге Красноярского края во  II тыс. до н. э.
На данный момент Хакасский национальный краеведческий музей имени Л.Р. Кызласова обладает самой большой коллекцией произведений Александра, многие из них находятся в Госкаталоге . Также работы хранятся в Минусинском и Черногорском музеях, картинных галереях, частных коллекциях в России и за рубежом.